# Ород I
Ород I — царь Парфии, правил приблизительно в 88/87 — 80 годах до н. э. Из династии Аршакидов, возможно, сын Митридата II.
Ород (др.-греч. Ὀρώδης) — греческая передача парфянского имени Wērōd / Urūd. Этимология имени оспаривается.
Пришёл к власти после смерти Митридата II и, видимо, находился в противостоянии с царём западной части парфянских земель (Вавилонии и, возможно других) Готарзом I. После смерти или, возможно, свержения Готарза Ород I захватил также Вавилон. Его именем датируется вавилонская клинописная табличка с отчётом о лунном затмении 11 апреля 80 года до н. э. Как и его предшественник на вавилонском троне Готарз I, Ород в этой табличке упоминается не только под общим для парфянских царей именем Аршак, но также и под своим личным именем: «Aršakā / Aršakam (šarru/šar šarrāni) ša ițțarridu Urudā (šarru)», то есть «Аршак (царь/царь царей), которого зовут Уруд, (царь)».
Правление Орода I относится к так называемым «тёмным годам» в истории Парфии, о которых почти нет упоминания в источниках. Ород I известен, в основном, по своим монетам чеканенным в Экбатанах и Рее.
Был смещён в результате очередного переворота неизвестным претендентом на трон. В 76/75 году до н. э. на табличках появляются имена нового царя, названного только тронным именем — Аршак, и его сестры-жены царицы Исбубарзы.